# Great Dunham
Great Dunham är en ort och civil parish i Storbritannien.   Den ligger i grevskapet Norfolk och riksdelen England, i den sydöstra delen av landet, 140 km norr om huvudstaden London. Great Dunham ligger 82 meter över havet och antalet invånare är 325.
Terrängen runt Great Dunham är platt. Runt Great Dunham är det ganska tätbefolkat, med 96 invånare per kvadratkilometer. Närmaste större samhälle är East Dereham, 11,1 km öster om Great Dunham. Trakten runt Great Dunham består till största delen av jordbruksmark.